# عباد الشمس (فلم)
عباد الشمس (بالإيطالية: I girasoli) فيلم درامي إيطالي من إخراج فيتوريو دي سيكا لعام 1970. كان أول فيلم غربي يتم تصويره في الاتحاد السوفيتي حيث تم تصوير بعض المشاهد بالقرب من موسكو، بينما تم تصوير مشاهد أخرى بالقرب من بولتافا، وهو مركز إقليمي في أوكرانيا. الفيلم من بطولة صوفيا لورين، ومارسيلو ماستروياني. كتب القصة والسيناريو تونينو غيرا، وسيزار زافاتيني، وجورجي مديفاني. يتتبع الفيلم امرأة إيطالية تقوم ببحث يائس عن زوجها الجندي الذي اعتبر مفقودًا في روسيا خلال الحرب العالمية الثانية. حصلت النجمة صوفيا لورين على جائزة الأوسكار لأفضل ممثلة عن دورها في الفيلم، وعلى جائزة ديفيد دي دوناتيلو أيضاً. صدر الفيلم للعرض في مارس 1970.

## طاقم التمثيل
صوفيا لورين: في دور جيوفانا
مارسيلو ماستروياني: في دور أنطونيو
ليودميلا سافيليفا: في دور ماشا (ماريا)
غالينا أندرييفا: في دور فالنتينا (مسؤولة سوفيتية)
آنا كارينا: في دور والدة أنطونيو
جيرمانو لونغو: في دور إيتوري
نادية سيردينتشينكو: في دور امرأة في حقول عباد الشمس
جليكو اونوراتو: في دور جندي عائد من الحرب
سيلفانو ترانكويلي: في دور عامل إيطالي في روسيا
ماريسا ترافيرسي: في دور فتاة ليل
جانارس كلينسكيس: في دور مسؤول في الوزارة الروسية
كارلو بونتي الابن: في دور طفل جيوفانا
بيبو ستارناز: في دور مسؤول إيطالي
بالاشتراك مع: دينو بيريتي - جورجيو باسو

## أحداث الفيلم
يبدأ الفيلم والكاميرا تتحرك وسط مزارع عباد الشمس الشاسعة. يحتضن أنطونيو (مارسيلو ماستروياني) الجميلة جيوفانا (صوفيا لورين) على رمال البحر، وهي تعرف انه ذاهب إلى جبهة القتال أثناء أحداث الحرب العالمية الثانية. تعرض عليه الزواج لتأخير رحيله إلى جبهة القتال، وتمنحهم، حسب القوانين العسكرية، اثني عشر يومًا من السعادة. يتم الزواج على الرغم من ان أنطونيو، الذي كان يعمل فني كهرباء، كان يكره الزواج تماماً، ويرحل أنطونيو إلى الجبهة الروسية. تنتهي الحرب، ولا يعود أنطونيو ويتم إدراجه في عداد المفقودين في العمليات العسكرية. كانت جيوفانا مقتنعة تماماً، بأن حبيبها قد نجا من الحرب ولا يزال في الاتحاد السوفيتي. تعقد العزم، وتسافر إلى الاتحاد السوفيتي للعثور عليه.
تزور جيوفانا حقول عباد الشمس في الاتحاد السوفيتي، حيث يُفترض وجود زهرة واحدة لكل جندي إيطالي سقط أثناء المعارك، وحيث أجبر الألمان الإيطاليين على حفر مقابرهم الجماعية. تجد جيوفانا، في نهاية بحثها، حبيبها وزوجها أنطونيو، ولكن تجده قد تزوج من امرأة ثانية أنقذت حياته، ولديهما ابنة واحدة. تعود جيوفانا التي لم تنجب إلى إيطاليا، حزينة القلب، لكنها غير راغبة في تعطيل حياتها الجديدة. يعود أنطونيو إلى جيوفانا، بعد بضع سنوات، طالبًا منها أن تعود معه إلى الاتحاد السوفيتي. في هذه الأثناء، حاولت جيوفانا المضي قدمًا في حياتها الخاصة، والانتقال من منزلهما الأول إلى شقتها الخاصة. تعمل في مصنع وتعيش مع رجل،  ولديها طفل رضيع. يقوم أنطونيو بزيارتها ويحاول شرح حياته الجديدة، وكيف تغير الحرب الرجل، ومدى شعوره بالأمان مع امرأته الجديدة. ترفض جيوفانا مغادرة إيطاليا، غير راغبة في تدمير حياة ابنة أنطونيو أو ابنها الجديد، معبرة عن نضج عاطفي شديد في اختيارها. وأثناء تباعدهما، أعطاها أنطونيو فروًا، كان قد وعد به. يغلق العشاق عيونهم بينما يأخذ قطار أنطونيو بعيدًا عن جيوفانا وإيطاليا إلى الأبد.

## صدور الفيلم
صدر الفيلم في يوم القديس يوسف، 19 مارس 1970، في 5 مدن رئيسية في إيطاليا. توسعت إلى 13 مدينة إضافية في عيد الفصح. كان أول فيلم إيطالي يُدبلج ويعرض في راديو سيتي ميوزيك هول في مدينة نيويورك.

## استقبال الفيلم
كتب ستيفان كانفر من مجلة تايم في 5 أكتوبر 1970: «لا يمكن استبدال الصور الإباحية للجنس بأوبرا الصابون... ان الفيلم مهزلة من ثلاث فصول...» عباد الشمس«لا يمكن أن يطفئ تماما عبقرية دي سيكا. مشهد عودة الجنود الإيطاليين، على سبيل المثال، هو تذكير جيد بظهيرة الواقعية الجديدة. تتجمع زوجات، وأمهات، وأطفال المفقودين في محطة السكة الحديد، في لقطات صغيرة لامعة، وغابة من علامات الاستفهام. لا أحد يعرف مصير أو مكان هؤلاء، الجنود يتقدمون... المآسي غير المكتملة باقية. هناك لغز أكبر باقٍ أيضًا: لماذا يجب على العديد من المواهب التي أثبتت جدواها أن يهدروا أنفسهم في عباد الشمس؟ ولكن أيضًا لمواجهة الثورة الجنسية بنوع الفيلم الرومانسي الذي لم يعد يصنعوه».
كتب فيل هول على موقع فيلم ثريت في 12 ديسمبر 2003: «دراما ممتازة، مع صوفيا لورين في ذروة قوتها»، ومنح الفيلم تقييماً مقداره 5/5.
كتب ماثيو لوكاس على موقع الصف الأول في 22 مايو 2011: «ترفيه فخم، بل ومليء بالمشاعر والرومانسية المأساوية»، ومنح الفيلم تقييماً مقداره ¾.

## جوائز وترشيحات
جوائز الأوسكار، الولايات المتحدة الأمريكية 1971: ترشح لجائزة أفضل موسيقى من تأليف الموسيقار هنري مانسيني.
جوائز ديفيد دي دوناتيلو 1970: فاز بجائزة أفضل ممثلة لصوفيا لورين.
جوائز فوتوجراماز دي بلاتا 1971: ترشح لجائزة أفضل فنان أجنبي (صوفيا لورين).

## روابط خارجية
- مقالات تستعمل روابط فنية بلا صلة مع ويكي بيانات